# Grindavíkurbær
Grindavíkurbær is een gemeente in het zuidwesten van IJsland op het schiereiland Reykjanesskagi in de regio Suðurnes. De gemeente heeft 2.624 inwoners (in 2005) en een oppervlakte van 425 km². De grootste stad in de gemeente is Grindavík.
Reykjanesbær · Grindavíkurbær · Sandgerðisbær · Sveitarfélagið Garður · Sveitarfélagið Vogar